# Dunlaps
Dunlaps, gevestigd in Fort Worth, Texas, VS, was een familiebedrijf met warenhuizen in het midden en zuiden van de Verenigde Staten. Het bedrijf richtte zich op de meeste klassen, afhankelijk van de locatie. De keten opereerde onder de handelsnamen Dunlaps, Stripling & Cox, MM Cohn, Rogers, Clark's, Schreiner's of Kerrville, Hieronimus, Kerr's, Kline's, The White House en Gabriel's. Het bedrijf had 38 winkels in acht staten. Vanwege de hevige concurrentie van grotere retailers en rechtszaken van leveranciers sloot Dunlaps medio 2007 haar laatste vestigingen na liquidatieverkopen.

## Geschiedenis
De Dunlap Company werd rond 1890 opgericht als kleine winkel door H.G. Dunlap in Wagoner, Oklahoma (destijds Indiaans gebied) tijdens de grote Land Rush. Na een aantal jaren voegde Dunlap zijn winkel samen met Dunlap Brothers-winkel, die zijn zonen in het nabijgelegen Coweta, Oklahoma, hadden geopend. In 1921 hadden de Dunlap Brothers al 20 winkels in het oosten van Oklahoma. Uiteindelijk besloot de familie Dunlap met te stoppen, de winkels te sluiten en naar Californië te verhuizen om daar een nieuwe winkelketen te openen.
Retha R. Martin, die in 1916 bij Dunlaps kwam werken, was opgeklommen tot manager van de laatste overgebleven winkel. Hem werd gevraagd om met een belang van 40% toe te treden tot de maatschap. Het plan was dat Martin de winkel in Eufaula, Oklahoma zou sluiten en naar Californië zou verhuizen om het nieuwe bedrijf te runnen. De zaken in Eufaula gingen dat jaar echter zo goed, dat besloten werd dat Martin achter zou blijven. Onder zijn leiding floreerde en breidde de winkel zich uit.
In 1939, toen hij zag hoe de ranch- en oliegebieden in West-Texas floreerden, begon Martin winkels in dat gebied over te nemen. In 1943 waren er veertien winkels, voornamelijk gevestigd in West-Texas en New Mexico, en Martin verplaatste het hoofdkantoor van het bedrijf naar Lubbock, Texas.
Dunlaps nam onder andere de volgende winkels over: Goldstein-Migel in Waco, Texas in 1976, The White House in Beaumont, Texas in 1986, MM Cohn in Little Rock, Arkansas in 1989, Porteous in Portland, Maine in 1992 en Steketee's in Grand Rapids, Michigan in 1991.
Op een bepaald moment stopte het bedrijf met het rebranden van de overgenomen winkels. Het bedrijf hield de lokale tradities in ere en opende zelfs winkels op één locatie. Hoewel veel winkels hun naam behielden, werden andere winkels, zoals Heironimus, Steketee's, Katz, McClurkans en Goldstein-Migel, in de loop van de tijd gesloten of omgebouwd tot Dunlaps vanwege problemen met de lange afstand of het verlies van huurcontracten. Ondanks hun bekende merken hadden de winkels weinig uithoudingsvermogen in de concurrerende markt.
In juni 2007 werd aangekondigd dat Dunlaps en alle bijbehorende winkels zouden sluiten, waarmee een van de laatste kleine regionale warenhuisketens in het land ten einde kwam. Zij noemden als oorzaak dat ze geen financiering konden krijgen voor een lening om het bedrijf draaiende te houden. Binnen enkele maanden werden alle winkels geliquideerd en gesloten.

## Lijst met winkels die eigendom zijn van Dunlaps
- Clark's: Lufkin, Texas
- Dunlap's: Amarillo, Texas, Big Spring, Texas, Midland, Texas, Odessa, Texas, Bullhead City, Arizona, Lake Havasu City, Arizona, Liberal, Kansas, Victoria, Texas, Kermit, Texas en Lubbock, Texas
- MM Cohn: Little Rock, Arkansas, Memphis, Tennessee
- Eiband's: Galveston, Texas
- Gabriels: Plainview, Texas
- Goldstein-Migel: Waco, Texas
- Heironimus: Roanoke en Lynchburg, Virginia
- Klines: Dodge City, Kansas, Hays, Kansas en Salina, Kansas
- Lintz: Brady, Texas
- McClurkan's - Wichita Falls, Texas
- Pegues: Hutchinson, Kansas
- Porteous:Maine
- Hirsch's Department Store: St. Joseph, Missouri
- Rogers: Florence, Muscle Shoals en Decatur, Alabama
- Russel's: Denton, Texas
- Schreiner's: - Kerrville, Texas
- Steketee's: Centrum van Grand Rapids, Michigan, Eastbrook Mall, Grand Rapids, Michigan, Kalamazoo, Michigan, Holland, Michigan, Grand Haven, Michigan en Muskegon, Michigan
- Stripling & Cox: Fort Worth, Texas
- The White House: Beaumont, Texas, El Paso, Lake Charles, LA